# Macogny
Macogny település Franciaországban, Aisne megyében. Lakosainak száma 61 fő (2022. január 1.). Macogny Chézy-en-Orxois, Dammard, Marizy-Sainte-Geneviève, Marizy-Saint-Mard, Monnes, Neuilly-Saint-Front, Passy-en-Valois és Saint-Gengoulph községekkel határos.

## Népesség
A település népességének változása:
| Lakosok száma | 65   | 50   | 53   | 65   | 78   | 76   | 73   | 66   | 64   | 61   |
|               | 1968 | 1982 | 1990 | 2006 | 2013 | 2015 | 2017 | 2019 | 2020 | 2022 |